# Vladimir Koman
Pour les articles homonymes, voir Koman.
Vladimir Koman, (né le 16 mars 1989 à Oujhorod en URSS), est un footballeur international hongrois. Il joue au poste de milieu relayeur dans le club iranien du Sepahan Ispahan.

## Biographie

### En club
Il naît à Oujhorod, alors en URSS, aujourd'hui en Ukraine. La ville située dans l'extrême ouest du pays, en Transcarpatie, compte une importante minorité hongroise.
Vladimir Koman commence le football dans le club hongrois de Haladás en 2004 puis se fait recruter pour rentrer au centre de formation du club italien de l'UC Sampdoria en 2005 où il joue en équipe jeune jusqu'en 2007.
Il découvre l'équipe professionnelle en participant à son premier match en Série A contre Torino FC (1-3) le 7 avril 2007 à l'âge de 18 ans, lors de ce match il est titulaire mais se fait remplacer à la 76e minute. Il dispute 4 matchs en championnat lors de cette saison. Après une saison blanche en 2007-08, Vladimir Koman souhaite du temps de jeu.
Pour la saison 2008-09, il est prêté en Série B italienne  à l'US Avellino, il joue plus et marque 4 buts en 28 matchs.
Après cette saison moyenne en Série B, il est prêté de nouveau mais cette fois-ci en Série A à l'AS Bari. Après une Coupe du monde des moins de 20 ans réussie, Liverpool FC souhaite le recruter pour 4M€. Avec le club des Pouilles, il participe à 17 rencontres, pas toujours en tant que titulaire pour 2 buts marqués.
Le 31 janvier 2012, il quitte l'Italie et rejoint l'AS Monaco où il s'engage pour quatre saisons et demi. Il s'impose rapidement en Principauté et devient un joueur important, très apprécié des supporters.
Après moins de six mois dans le club de la Principauté, Vladimir Koman rejoint le FK Krasnodar le 14 juillet 2012.

### En équipe nationale
En 2005-2006, il est sélectionné tout au long de la saison avec l'équipe de Hongrie des moins de 17 ans pour participer Championnat d'Europe des moins de 17 ans, la Hongrie fait un bon parcours et arrive à se qualifier en phase finale mais termine troisième de son groupe, Vladimir en comptant les qualifications joue neuf matchs pour un but.
En 2007-2008, il est sélectionné avec l'équipe de Hongrie des moins de 19 ans pour participer Championnat d'Europe des moins de 19 ans, la Hongrie fait un bon parcours et arrive en demi-finale de la compétition, Vladimir en comptant les qualifications joue neuf matchs pour un but.
En 2009, Vladimir Koman participe à la Coupe du monde des moins de 20 ans en Égypte, il y dispute six matchs pour inscrire cinq buts. La Hongrie terminera troisième de la Coupe du monde. Il est deuxième meilleur buteur de la compétition derrière le Ghanéen Dominic Adiyiah avec cinq buts.
Le 6 juin 2009, il honore sa première sélection avec les espoirs hongrois contre le Luxembourg Espoirs (3-0) pour les qualifications du Championnat d'Europe de football espoirs 2011, il marque un but lors de cette rencontre en étant titulaire.
Le 29 mai 2010, il participe à sa première sélection avec l'équipe nationale de Hongrie en étant titulaire lors du match contre l'Allemagne (0-3).

## Statistiques détaillées

### En club
| Clubs          | Saison         | Championnat    | Championnat | Championnat | Coupe nationale | Coupe nationale | Coupe d'Europe | Coupe d'Europe | Coupe d'Europe | Total  | Total |
| Clubs          | Saison         | Division       | Matchs      | Buts        | Matchs          | Buts            | Type           | Matchs         | Buts           | Matchs | Buts  |
| -------------- | -------------- | -------------- | ----------- | ----------- | --------------- | --------------- | -------------- | -------------- | -------------- | ------ | ----- |
| UC Sampdoria   | 2006/2007      | Serie A        | 4           | 0           | -               | -               | -              | -              | -              | 4      | 0     |
| UC Sampdoria   | 2007/2008      | Serie A        | 0           | 0           | -               | -               | -              | -              | -              | 0      | 0     |
| US Avellino    | 2008/2009      | Serie B        | 28          | 4           | -               | -               | -              | -              | -              | 28     | 4     |
| AS Bari        | 2009/2010      | Serie A        | 16          | 2           | 1               | 0               | -              | -              | -              | 17     | 2     |
| UC Sampdoria   | 2010/2011      | Serie A        | 25          | 0           | 1               | 0               | C3             | 6              | 1              | 32     | 1     |
| UC Sampdoria   | 2011/2012      | Serie B        | 6           | 0           | 1               | 0               | -              | -              | -              | 7      | 0     |
| AS Monaco      | 2011/2012      | Ligue 2        | 17          | 0           | 0               | 0               | -              | -              | -              | 17     | 0     |
| FK Krasnodar   | 2012/2013      | D1             | 0           | 0           | 0               | 0               | -              | -              | -              | 0      | 0     |
| Total Carrière | Total Carrière | Total Carrière | 96          | 6           | 3               | 0               |                | 6              | 1              | 105    | 7     |

Mise à jour le 18 mai 2012

### En sélection nationale
| Sélection | Année | Éliminatoires Euro | Éliminatoires Euro | Éliminatoires CDM | Éliminatoires CDM | Amicaux | Amicaux | Total  | Total |
| Sélection | Année | Matchs             | Buts               | Matchs            | Buts              | Matchs  | Buts    | Matchs | Buts  |
| --------- | ----- | ------------------ | ------------------ | ----------------- | ----------------- | ------- | ------- | ------ | ----- |
| Hongrie A | 2010  | 4                  | 2                  | —                 | —                 | 3       | 0       | 7      | 2     |
| Hongrie A | 2011  | 6                  | 1                  | —                 | —                 | 5       | 2       | 11     | 3     |
| Hongrie A | 2012  | —                  | —                  | 3                 | 2                 | 5       | 0       | 8      | 2     |
| Hongrie A | 2013  | —                  | —                  | -                 | -                 | -       | -       | -      | -     |
| Hongrie A | Total | 10                 | 3                  | 3                 | 2                 | 13      | 2       | 26     | 7     |

Mise à jour le 20 mars 2013

#### Buts internationaux
| Buts | Date              | Lieu               | Adversaire    | Score | Résultat | Compétition                       |
| ---- | ----------------- | ------------------ | ------------- | ----- | -------- | --------------------------------- |
| 1.   | 7 septembre 2010  | Budapest           | Moldavie      | 2-0   | 2-1      | Éliminatoires Euro 2012           |
| 2.   | 8 octobre 2010    | Budapest           | Saint-Marin   | 6-0   | 8-0      | Éliminatoires Euro 2012           |
| 3.   | 7 juin 2011       | Serravalle         | Saint-Marin   | 3-0   | 3-0      | Éliminatoires Euro 2012           |
| 4.   | 10 août 2011      | Budapest           | Islande       | 1-0   | 4-0      | Match amical                      |
| 5.   | 11 septembre 2011 | Budapest           | Liechtenstein | 4-0   | 5-0      | Match amical                      |
| 6.   | 7 septembre 2012  | Andorre-la-Vieille | Andorre       | 5-0   | 5-0      | Éliminatoires Coupe du monde 2014 |
| 7.   | 16 octobre 2012   | Budapest           | Turquie       | 1-1   | 3-1      | Éliminatoires Coupe du monde 2014 |

## Palmarès

### En club
- UC Sampdoria
  - Campionato Nazionale Primavera – Trofeo Giacinto Facchetti
    - Vainqueur : 2009.

### En sélection nationale
- Hongrie - 20 ans
  - Coupe du monde - 20 ans
    - Troisième : 2009.

### Distinction personnelle
- 2009 : Soulier d'argent lors de la Coupe du monde - 20 ans avec 5 buts.